# پسر سردار ۲
پسر سردار ۲ (به انگلیسی: Son of Sardaar 2) یک فیلم کمدی اکشن هندی محصول سال ۲۰۲۵ به کارگردانی ویجای کومار آرورا و تهیه‌کنندگی اجی دیوگن است. این فیلم دنباله معنوی فیلم پسر سردار محصول ۲۰۱۲ محسوب می‌شود و گروهی از بازیگران شامل اجی دیوگن، سانجی دات و مرونال تاکور دارد. در این فیلم، مردی وانمود می‌کند که یک قهرمان جنگی است تا به زوجی کمک کند تا رضایت والدینشان را برای ازدواجشان جلب کنند.
فیلمبرداری در ژوئیه ۲۰۲۴ آغاز شد و در ادینبرو (اسکاتلند) و چندی‌گر (هند) انجام شد. این فیلم که در ابتدا قرار بود در ۲۵ ژوئیه ۲۰۲۵ اکران شود، اکنون قرار است در ۱ اوت ۲۰۲۵ اکران شود.